# Cal (film)
Cal è un film del 1984 diretto da Pat O'Connor. Il film è basato su un romanzo di Bernard MacLaverty, anche autore della sceneggiatura.
Tra gli attori figurano Helen Mirren, John Lynch (nel ruolo di Cal), Ray McAnally, Donal McCann.
Presentato in concorso al 37º Festival di Cannes, ha valso a Helen Mirren il premio per la migliore interpretazione femminile.

## Trama
Cal è un giovane membro dell'Esercito repubblicano irlandese provvisorio (IRA) nell'Irlanda del Nord degli anni '70. Agisce come autista nell'omicidio di un membro della Royal Ulster Constabulary. Un anno dopo Cal viene a sapere che una bibliotecaria, Marcella, dalla quale è attratto, è la vedova della vittima. Cal vuole lasciare l'IRA, ma è costretto a restare. A Cal viene offerto un lavoro nella fattoria di famiglia del marito protestante di Marcella: vi si trasferisce senza informare i suoi compagni. Marcella si sente soffocata dalla suocera invadente e dal suocero malato. Marcella confessa a Cal che il suo matrimonio non è stato felice. Tra i due inizia una storia d'amore, con Marcella inconsapevole del ruolo di Cal nella morte del marito.

## Colonna sonora
Le musiche del film sono state composte da Mark Knopfler.